# Schnuffel
Schnuffel (pronuncia ˈʃnʊfəl; in inglese: Snuggle, in francese: Lapin Câlin, in italiano: Kikolo) è un coniglietto in animazione digitale creato il 2 luglio 2007 per la commercializzazione di una delle suonerie dell'azienda tedesca Jamba!, la cui uscita era stata programmata per la fine del 2007 e, a detta dell'autore, "per scaldare i cuori nei freddi giorni invernali". Dopo che la suoneria salì al primo posto delle top suonerie e videosuonerie nel sito di Jamba, Sebastian Nussbaum e Andreas Wendorf la trasformarono in una canzone e la registrarono con il titolo di Kuschel Song ("Canzone delle coccole"): il singolo fu pubblicato nel febbraio del 2008 e salì immediatamente in cima alle classifiche tedesche ed europee. Dopo che la canzone raggiunse il primo posto nelle classifiche austriache e il secondo posto in quelle svizzere, fu pianificata la distribuzione della canzone in tutta Europa. In tutto, la Kuschel Song è stata tradotta in 11 lingue e, contando tutte le altre canzoni, Schnuffel ad ora è stato tradotto in ben 13 lingue. Gli album rilasciati, se si contano anche tutte le versioni internazionali e le diverse edizioni tedesche, sono 13. Contando solamente il primo album, i primi due singoli e i primi sei audio libri tedeschi, il numero dei dischi venduti risulta superiore alle 775.000 unità.
Schnuffel fu introdotto nel market degli Stati Uniti il 17 gennaio 2010.
La pubblicità della sua suoneria veniva trasmessa su MTV, MTV2, Comedy Central, Teen Nick, e ABC Family.
In seguito a un crescente interesse in Grecia, lì molte delle canzoni di Schnuffel furono pubblicate tramite i suoi ultimi due album. Questi presentano delle leggere differenze rispetto agli originali in lingua tedesca, tra cui tracce mancanti e musiche con meno strumenti. I CD in greco non sono stati prodotti da Sony, ma dalla Heaven Music.
Dal 2012 al 2015 sono state pubblicate diverse app per android con Schnuffel come protagonista. La più recente (l'ottava) è uscita il 23 marzo 2015. Solo quest'ultima, "Schnuffel Virtual Pet" e "Schnuffel Bunny Hop" sono state distribuite anche per iOS.

## Riconoscimenti e Classifiche

### Singoli
2008:
AT: 1x Oro "Kuschelsong" (15,000 copie)

DE: 1x Platino "Kuschelsong" (350,000 copie)
La "Kuschelsong" è al quarto posto dei singoli tedeschi più venduti del 2008, e detiene il primo posto della stessa classifica se si contano solamente i singoli in lingua tedesca.
2009:
Schnuffel ha ricevuto una nomination per il singolo dell'anno 2008.
2013:
Lo show-Tv tedesco "Die ultimative Chart Show" ha scelto la Kuschel Song di Schnuffel come la canzoncina di maggior successo del nuovo millennio.
| Anno | Titolo                                                             | Posizione nelle classifiche | Posizione nelle classifiche | Posizione nelle classifiche | Posizione nelle classifiche | Posizione nelle classifiche | Posizione nelle classifiche | Posizione nelle classifiche | Posizione nelle classifiche | Posizione nelle classifiche | Posizione nelle classifiche | Posizione nelle classifiche | Posizione nelle classifiche | Album                |
| Anno | Titolo                                                             | DE                          | AT                          | CH                          | AU                          | FR                          | PL                          | BE                          | NL                          | SE                          | NO                          | LT                          | EU                          | Album                |
| ---- | ------------------------------------------------------------------ | --------------------------- | --------------------------- | --------------------------- | --------------------------- | --------------------------- | --------------------------- | --------------------------- | --------------------------- | --------------------------- | --------------------------- | --------------------------- | --------------------------- | -------------------- |
| 2008 | "Kuschel Song" (Canzone delle coccole)                             | 1                           | 1                           | 2                           | 55                          | —                           | 15                          | 21                          | 30                          | 52                          | 6                           | 1                           | 5                           | "Ich hab' Dich lieb" |
| 2008 | "Ich hab' Dich lieb" (Ti voglio bene)                              | 23                          | 13                          | 80                          | —                           | —                           | 90                          | —                           | —                           | 34                          | —                           | 12                          | 91                          | "Ich hab' Dich lieb" |
| 2008 | "Häschenparty" (Festa dei coniglietti) (featuring Michael Wendler) | 16                          | 29                          | —                           | —                           | 29                          | —                           | —                           | —                           | —                           | —                           | 10                          | 24                          | "Ich hab' Dich lieb" |
| 2008 | "Schnuffels Weihnachtslied" (La canzone di Natale di Schnuffel)    | 23                          | 33                          | —                           | —                           | —                           | —                           | —                           | —                           | —                           | —                           | —                           | —                           | "Winterwunderland"   |
| 2009 | "Piep Piep" (Beep Beep)                                            | 54                          | 33                          | —                           | —                           | —                           | —                           | —                           | —                           | —                           | —                           | —                           | —                           | "Komm Kuscheln"      |

#### Il singolo Kuschel Song nelle classifiche annuali
| Chart (2008)      | Posizione |
| ----------------- | --------- |
| Charts austriache | 6         |
| Charts tedesche   | 4         |
| Charts svizzere   | 29        |
| Charts europee    | 43        |

### Album
2008:
AT: 1x Oro "Ich hab dich lieb" (10,000 copie)

DE: 1x Oro "Ich hab dich lieb" (100,000 copie)
| Anno      | Titolo                                | Posizione nelle classifiche | Posizione nelle classifiche | Posizione nelle classifiche | Posizione nelle classifiche | Posizione nelle classifiche | Posizione nelle classifiche |
| Anno      | Titolo                                | DE                          | AT                          | CH                          | HU                          | GR                          | EU                          |
| --------- | ------------------------------------- | --------------------------- | --------------------------- | --------------------------- | --------------------------- | --------------------------- | --------------------------- |
| 2008      | "Ich hab' Dich lieb" (Ti voglio bene) | 11                          | 1                           | 50                          | 6                           | —                           | 37                          |
| 2008-2009 | "Winterwunderland" (Winterwonderland) | 44                          | 18                          | —                           | —                           | 4                           | —                           |
| 2009      | "Komm Kuscheln" (Coccolami)           | 78                          | 20                          | —                           | 40                          | 6                           | —                           |

#### L'album Ich hab' Dich lieb nelle classifiche annuali
| Chart (2008)      | Posizione |
| ----------------- | --------- |
| Charts austriache | 31        |
| Charts tedesche   | 62        |
| Charts ungheresi  | 39        |

## Discografia e versioni internazionali

### Singoli
Kuschel Song:
2008: Kuschel Song (versione in tedesco svizzero) (di Schnuffel)
2008: Snuggle Song (versione inglese) (di Snuggle) [anche in formato CD]
2008: Snuffie Song (versione olandese) (di Snuffie) [anche in formato CD]
2008: Canção do Orelhinhas (versione portoghese) (di Orelhinhas Schnuffel) [anche in formato CD]
2008: Kramsången (versione svedese) (di Kramis)
2008: Halilaulu (versione finlandese) (di Snuffel)
2008: La chanson des bisous (versione francese) (di Lapin Câlin)
2008: Mi peluchito (versione spagnola) (di Snufi)
2008: Carotina coccolina (versione italiana) (di Kikolo)
2008: Послушай! (versione russa) (di Зайчик Шнуфель / Shnuffel Bunny)
2008: Snufi dal (versione ungherese) (di Snufi)
Ich hab' Dich lieb:
2008: I love you so (versione inglese)
2008: Jag är så kär! (versione svedese)
2008: Szívemből szól (versione ungherese)
2008: Gosto de ti (versione portoghese)
2009: Je t'aime tellement (versione francese)
Häschenparty:
2008: Bunnyparty (versione inglese)
2008: Kaninparty (versione svedese)
2008: A festa dos coelhinhos (versione portoghese)
2008: Hipp-hopp party (versione ungherese)
2008: Тусовка Зайцев (versione russa)
2009: Pupubileet (versione finlandese)
2009: La fête des lapins (versione francese) [anche in formato CD]
2009: Snufi fiesta (versione spagnola)
2010: Festa dei coniglietti (versione italiana)
2014: Festa do coelhinho (versione portoghese-brasiliana) (di Coelhinho Schnuffel / Coniglietto Schnuffel)
Schnuffels Weihnachtslied:
2008: Christmas Song (versione inglese)
2008: Canção de Natal (versione portoghese)
2008: ¡Llegó la Navidad! (versione spagnola)
2008: Vive Noël! (versione francese)
2008: La canzone di Natale (versione italiana)
2010: Χριστουγεννιάτικο τραγούδι (versione greca) (di Σνούφελ το λαγουδάκι / Snoufel to lagoudaki / Snoufel il coniglietto)
2013: Canção de Natal (versione portoghese-brasiliana)
Piep Piep:
2009: Beep Beep (versione inglese)
2009: Bip Bip (versione spagnola)
2009: Pip-píp
2009: TiViBi (versione italiana)
2010: Bim-Bam (versione ungherese)
2010: Bip Bip (versione francese)
2011: Το πιο καλό παιδί (versione greca)
Dubidubi Du:
2011: Doo Bee Doo Bee Doo (versione inglese)
2011: Dou Bi Dou Bi Dou (versione francese)
2013: Doo Bee Doo Bee Doo (versione portoghese-brasiliana)
Tut Tut Tut:
2011: Tut, Tut, Tut (versione francese)
2011: Toot, toot, toot (versione inglese)
2012: Tut Tut Tut (versione italiana)
Jingle Bells :
2011: Jingle Bells (versione inglese)

### Album
Ich hab' Dich lieb:
2008: La versione ungherese di Snufi, "Szívemből szól" (Parlo col cuore), manca delle tracce "Alles Gute", "Bleib heute Nacht bei mir" e "Schlaf schön mein Schatz", mentre ha come traccia bonus, l'undicesima, "Für mich bist du das Schönste", disponibile in tedesco soltanto mediante download. Include anche il video della Kuschel Song.
2008: La versione portoghese di Orelhinhas Schnuffel, "Gosto de ti" (Ti voglio bene), manca delle tracce "Wo bist Du hingegangen", "Alles Gute", "Bleib heute Nacht bei mir", "Schlaf schön mein Schatz" e "Bitte komm doch wieder", mentre include le versioni strumentali di "Ich hab' Dich lieb", "Kuschel Song", "Hab' dich gern" e "Häschenparty".
2009: La versione francese di Lapin Câlin, "Le monde magique de Lapin Câlin" (Il magico mondo di Lapin Câlin), manca delle tracce "Alles Gute", "Bleib heute Nacht bei mir" e "Schlaf schön mein Schatz", mentre include come traccia bonus, l'undicesima, "Für mich bist du das Schönste". Inoltre, "Kuschel Song" è la prima traccia e non la seconda, "Häschenparty" è la seconda e non la nona e "Ich hab' Dich lieb" è la nona e non la prima traccia. È presente anche il video di "Häschenparty", in particolare la versione senza Michael Wendler.
Winterwunderland:
2009: La versione inglese di Snuggle, "Winterwonderland" è disponibile solo in formato digitale nel sito di Jamba/Jamster.
2010: La versione greca di Σνούφελ το λαγουδάκι (Snoufel il coniglio), "Παιχνίδια στο χιόνι" (Giochi sulla neve), manca delle tracce "Mein schönstes Geschenk" e "Kuschel Song" (Akustik Version), mentre include come traccia bonus "Zuckersternchen" (disponibile in tedesco solo nel CD singolo Schnuffels Weihnachtslied). Inoltre, la canzone "Schnuffels Weihnachtslied" è la prima traccia e non la nona.
Komm Kuscheln:
2010: "Adj egy puszit!" (Dammi un bacio!), versione ungherese.
2011: La versione greca "Παρέα με τοv Σνούφελ" (Insieme a Snoufel), ha le tracce numero due e cinque invertite.

## Audio libri
Scritta e prodotta da Kai Hohage (che presta la voce anche a due personaggi della storia, Muffel il coniglio e Brummi l'ape), la serie di audio-libri ha venduto, fino al sesto episodio incluso, più di 250 000 copie. I CD e le rispettive versioni in musicassetta vengono pubblicati dalla Europa company.

Il 24 luglio 2008 viene concepito il personaggio di Schnuffelienchen, che pochi mesi dopo farà il suo debutto nel primo audio-libro come personaggio primario assieme a Schnuffel. Sarà presente in tutti gli episodi, e interpreterà la parte della migliore amica di Schnuffel. Anche Schnuffelienchen, come lui, è un coniglio dalle lunghe orecchie. Il 29 ottobre 2010 uscirà il suo unico singolo "Küss mich, halt mich, lieb mich" (Baciami, abbracciami, amami) e il 28 febbraio 2012 un'altra canzone solo nel sito di Jamba: "Schmetterling" (Farfalla), che verrà distribuita in formato digitale (in siti quali Amazon, iTunes e GooglePlay) solo il 25 luglio 2014, insieme alla versione inglese "Butterfly". La terza canzone di Schnuffelienchen, "Ohne Dich" (Senza te) è stata distribuita in formato digitale il 26 settembre 2014 insieme alla versione inglese "Without You".
- 2008: Das Geheimnis der Möhre (Il segreto della carota)
- 2009: Die bezaubernde Prinzessin (L'incantevole principessa)
- 2009: Die kleinen Purzelsterne (Le piccole stelle cadenti)
- 2010: Kuschelbox (contenente i primi tre episodi)
- 2010: Der Schatz im Glitzersee (Il tesoro nel mare scintillante)
- 2010: Die kleine Schneefee (La fatina delle nevi)
- 2011: Das Baby-Einhorn (Il baby-unicorno)
- 2012: Knuddelbox (contenente il quarto, quinto e sesto episodio) [solo in formato CD]
- 2013: Abenteuer auf der Trauminsel (Avventura all'isola dei sogni) [solo in formato CD]
- 2014: Das Geheimnis der kleinen Eule (Il segreto della gufetta)[28] [solo in formato CD]